# Cenotaph (gruppo musicale)
I Cenotaph sono un gruppo musicale turco formatosi nel 1994.

## Formazione

### Formazione attuale
- Batu Çetin - voce (1994-presente)
- Alican Erbaş - batteria (2010-presente)
- Serhat Kaya - chitarra (2011-presente)
- Erkin Öztürk - chitarra (2011-presente)
- Alper Çınar - basso (2011-presente)

### Ex componenti
- Bülent Güngör - batteria (1994-1996)
- Goremaster - batteria (1996-2005)
- Semih Ornek (Barbar) - batteria (2005-2006)
- Bülent İzgeç - basso (1994-1999)
- Coşkun Kaplan - chitarra (1994-1999), basso (2005-2008)
- Başar Çetin - chitarra (1999-2008)

## Discografia
Album in studio
- 1996 - Voluptously Minced
- 1999 - Puked Genital Purulency
- 2003 - Pseudo Verminal Cadaverium
- 2007 - Reincarnation in Gorextasy
- 2010 - Putrescent Infectious Rabidit

Raccolte
- 2005 - Voluptously Puked Genitals
- 2011 - Complete Demo's & Rehearsals '94-'96
- 2011 - Re-puked Purulency

DVD
- 2011 - Guttural Sounds of Morbid Putrefaction